# مقاطعة جونسون (ميزوري)
مقاطعة جونسون (بالإنجليزية: Johnson County)‏ هي إحدى المقاطعات في ولاية ميزوري في الولايات المتحدة الأمريكية.